# Esiliiga B
De Esiliiga B is de derde hoogste voetbalklasse in Estland. De competitie vindt telkens plaats van april tot november en bevat enkele belofte-elftallen van ploegen uit de Meistriliiga.

## Geschiedenis
De Esiliiga B werd in 2013 als nieuw derde niveau opgericht. Er doen tien teams mee, sinds 2014 is het geen volledige profcompetitie meer.
De kampioen en de runner-up van de Esiliiga B promoveren naar de Esiliiga. De nummer drie krijgt een mogelijkheid in de eindronde voor promotie tegen de nummer acht van de Esiliiga. 
De nummer tien degradeert rechtstreeks naar de II liiga, terwijl de nummers acht en negen herkansingen krijgen in een eindronde tegen elkaar en daarna speelt de winnaar tegen de nummer drie uit de II liiga om degradatie te voorkomen. 
Het belofte-elftal van Nõmme Kalju FC werd twee keer kampioen sinds 2013 en is daarmee recordtitelhouder. 

## Deelnemende clubs 2024
- Jõhvi FC Phoenix
- Kuressaare II
- Läänemaa JK
- TJK Legion
- Narva Trans II
- Nõmme Kalju II
- Pärnu JK
- Tammeka II
- FA Tartu Kalev
- Tulevik

## Kampioenen
- 2013: Nõmme JK Kalju II (1)
- 2014: FC Infonet II (1)
- 2015: Maardu Linnameeskond (1)
- 2016: FC Kuressaare (1)
- 2017: Nõmme JK Kalju II (2)
- 2018: Tallinna JK Legion (1)
- 2019: FC Nõmme United (1)
- 2020: Paide Linnameeskond II (1)
- 2021: Viimsi JK (1)
- 2022: FC Tallinn (1)
- 2023: Tartu JK Welco (1)
- 2024: Tammeka II (1)